# The Magic of Lassie
The Magic of Lassie (tłum. Magia Lassie) – amerykański film familijny z 1978 roku.

## Obsada
- Michael Sharrett – Chris Mitchall
- Mickey Rooney – Gus
- Lane Davies – Allan Fogerty
- James Stewart – Clovis Mitchell
- Stephanie Zimbalist – Kelly Mitchell
- Pernell Roberts – Jamison
- Mike Mazurki – Apollo
- Robert Lussier – Finch
- Gene Evans – szeryf Andrews

## Nagrody i nominacje
Oscary za rok 1978
- Najlepsza piosenka – When You're Loved – muz. i sł. Richard M. Sherman, Robert B. Sherman (nominacja)